# Филип Вујић
Филип Вујић - Фића (17. октобар 1989) је српски одбојкаш и члан Црвене звезде. Игра на позицији либера.

## Биографија
Висок је 191cm, тежак 85kg. Са репрезентацијом Србије освојио је златну медаљу на Европском првенству у одбојци 2011. у Бечу.